# Lisa von Lübeck
Die Lisa von Lübeck ist ein hölzernes Motorsegelschiff, das ein spätmittelalterliches Schiff in Kraweelbauweise darstellen soll. Ihr Heimathafen ist der Museumshafen Lübeck.
Die Kiellegung war am 31. Juli 1999. 350 Mitarbeiter waren an der Rekonstruktion beteiligt, überwiegend ungelernte ABM-Kräfte. Die Initiatorin des Projektes, Lisa Dräger aus Lübeck, sagte in einem Zeitungsinterview, die Idee sei ihr schon 1936 gekommen, als die „Lübecker Kogge“, ein Nachbau einer Kogge, das olympische Feuer von Lübeck zu den Segelwettbewerben der Olympischen Spiele nach Kiel gefahren hatte. 1991 wurde die Rekonstruktion der Kogge Ubena von Bremen in Lübeck ausgestellt, und Lisa Dräger nahm das Projekt in Angriff. Das Schiff ist keine historische Rekonstruktion, weder im Entwurf noch in der Konstruktion, sondern verfügt lediglich über mittelalterlich anmutende Versatzstücke. Trägerverein und Eigentümer des Schiffs ist die „Gesellschaft Weltkulturgut Hansestadt Lübeck (gemeinnützig) e. V.“, die bis zu seinem Tod 2019 von dem Schiffbauer Eike Lehmann geführt wurde.

Das Schiff im Heimathafen Lübeck

Am 27. März 2004 wurde das Schiff zu Wasser gelassen; die Jungfernfahrt fand im April 2005 statt. Am Karfreitag 2006, dem 14. April, startete die Lisa von Lübeck zu ihrem ersten Auslandstörn. Ziel der Reise war die Hansestadt Danzig an der polnischen Ostseeküste, mit Zwischenstopps in Stralsund und Kołobrzeg.
2013 wurde der Bug beschädigt, als die russische Sedov das Schiff vor Texel rammte. Im April 2021 erhielt die Lisa von Lübeck einen neuen, 13 Meter hohen Besanmast. Er wurde aus einem 3,5 Tonnen schweren Lärchenstamm aus dem Behlendorfer Forst von dem Bootsbaumeister Heino Schmarje mit Unterstützung von Freiwilligen der Jugendbauhütte Lübeck hergestellt.